# وترا ملدویشی
وترا ملدویشی (به لاتین: Vatra Moldoviței) یک سکونتگاه مسکونی در رومانی است که در شهرستان سوچاوا واقع شده‌است.

## خصوصیات
وترا ملدویشی ۱۷٫۰۲ کیلومترمربع مساحت و ۴٬۶۳۳ نفر جمعیت دارد و ۵۸۸ - ۱٬۳۸۰ متر بالاتر از سطح دریا واقع شده‌است.